# マルグリット3世 (フランドル女伯)
マルグリット・ド・ダンピエール（Marguerite de Dampierre, 1350年4月13日 - 1405年3月16日/3月21日）は、フランドル女伯（マルグリット3世、在位：1384年 - 1405年）及びブルゴーニュ女伯（マルグリット2世、在位：同）。アルトワ女伯、ルテル女伯、ヌヴェール女伯の称号も有した。

## 生涯

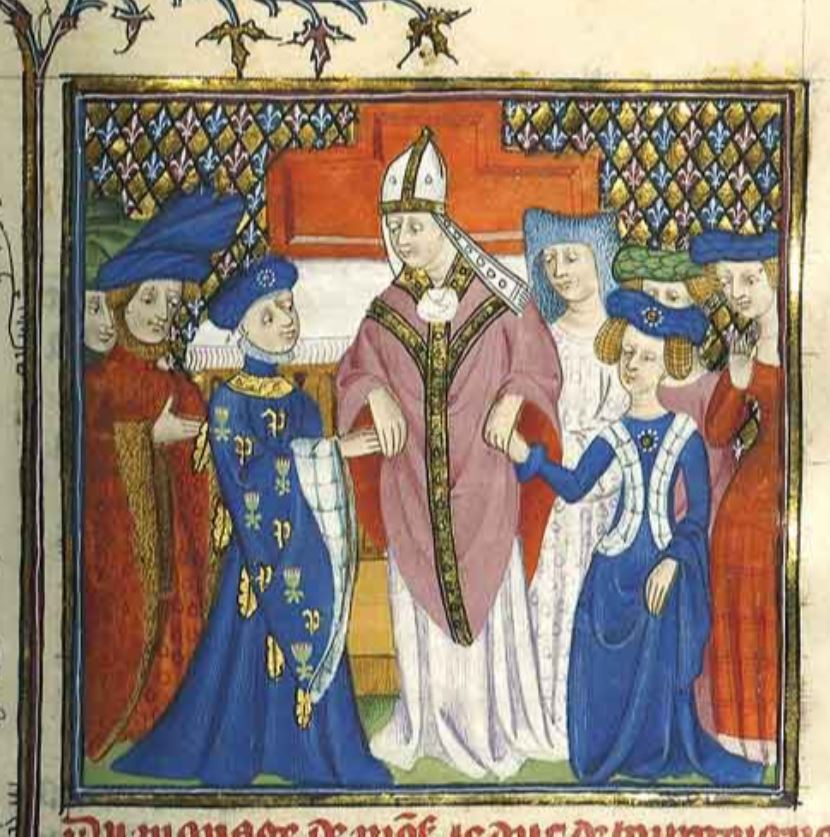
フィリップ豪胆公との婚礼

フランドル伯ルイ2世とブラバント公ジャン3世の娘マルグリットの長女として生まれた。
1357年、7歳でブルゴーニュ公フィリップ1世（ウード4世の孫で又従兄に当たる）と結婚した。しかしフィリップ1世は4年後に15歳で死去した。その後、ブルゴーニュ公位はフランス王ジャン2世のものとなった。1363年、ジャン2世は息子フィリップをブルゴーニュ公（フィリップ2世、豪胆公）に封じた（ヴァロワ＝ブルゴーニュ家）。
父のルイ2世は、明らかにイングランド寄りの姿勢を見せ、マルグリットとイングランド王エドワード3世の三男ケンブリッジ伯エドマンド（後のヨーク公）との婚約を受け入れていた。フランドルは封建制度上はフランス国王に属していたが、経済的には、英本土（ブリテン島）との商品経済関係が成立し、イングランドに従属していた。
当時は英仏百年戦争の渦中であり、マルグリットが将来的に継承権をするフランドルのみならず、アルトワ、ニヴェルネ、ルテル、フランシュ＝コンテ等の地域が、イングランド側に渡ることは、フランスとしては阻止しなければならない事態だった。そこで、フランス王シャルル5世（賢王）は、マルグリットとエドマンドが近親であることを理由に、ローマ教皇ウルバヌス5世に働きかけ、婚姻の許可を取り消させた。
父ルイは、イングランドからの圧力も背景に、フィリップ豪胆公との縁組に抵抗した。しかし、カペー王家出身の祖母マルグリット・ド・フランスが現在のヴァロワ王家側に立ち、ルイを説得した。こうして1369年6月19日、マルグリットとフィリップ豪胆公は、ヘント（仏：ガン）で盛大な婚礼を挙げた。
1384年の父ルイの逝去により（兄弟らは既に早世していた）、フランドル伯位はマルグリットと夫フィリップが相続した。

## 子女
2度目の夫ブルゴーニュ公フィリップ2世との間に以下の子女をもうけた。
- ジャン（1371年 - 1419年） - ブルゴーニュ公「無怖公」
- シャルル（1372年 - 1373年）
- マルグリット（1374年 - 1441年） - 下バイエルン＝シュトラウビング公・エノー伯・ホラント伯・ゼーラント伯ヴィルヘルム2世妃
- ルイ（1377年 - 1378年）
- カトリーヌ（1378年 - 1425年） - オーストリア公レオポルト4世妃
- ボンヌ（1379年 - 1394年）
- アントワーヌ（1384年 - 1415年） - ブラバント公。アジャンクールの戦いで戦死。
- マリー（1386年 - 1422年） - サヴォイア公アメデーオ8世妃
- フィリップ（1389年 - 1415年） - ヌヴェール伯。アジャンクールの戦いで戦死。